# Эйбел, Хейзел
Хе́йзел Хе́мпел Э́йбел  (англ. Hazel Hempel Abel; 10 июля 1888, Миллер, Небраска, США — 30 июля 1966, Линкольн, Небраска, США) — американский политик, предпринимательница, сенатор США от Небраски с 8 ноября по 31 декабря 1954 года.

## Биография
Хейзел родилась в Платтсмуте, штат Небраска, в семье Чарльза и Эллы Хемпел. Училась в школах Омахи, окончила Университет Небраски-Линкольна в 1908 году. Работала учительницей математики, а позднее и директором школы. Затем работала в строительной компании супруга, Джорджа Эйбела: секретарём, казначеем, в конечном итоге став её президентом.
Эйбел была представительницей Небраски на штатских съездах республиканцев с 1938 по 1948 и с 1952 по 1956 годы. В 1954 была избрана вице-председательницей штатского ЦК Республиканской партии. В том же году была назначена на пост сенатора США от Небраски.

## Личная жизнь
Вышла замуж за Джорджа Эйбела в 1916 году.